# Margaret Hicks
Margaret Hicks (1858–1883) fue una arquitecta estadounidense, destacada por ser la primera mujer que hizo aportes en una publicación profesional escrita sobre arquitectura.

## Biografía

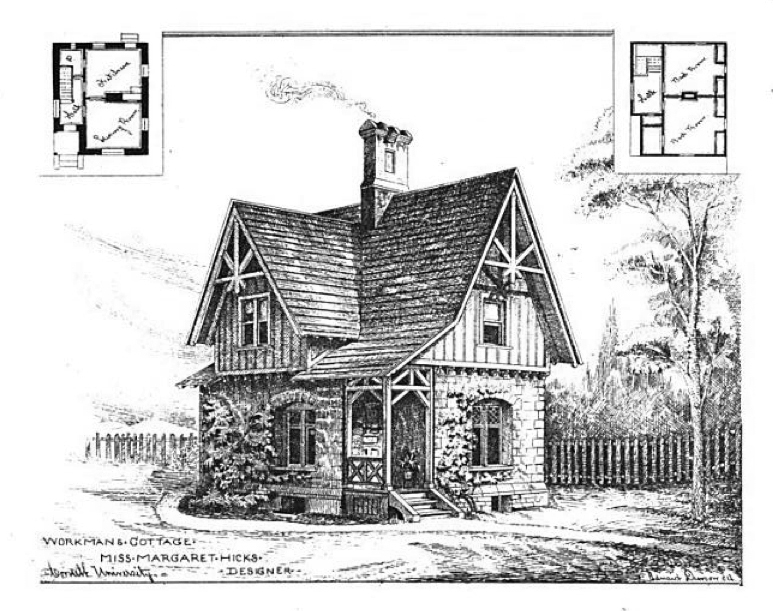
Diseño de una cabaña por Margaret Hicks, 1878, proyecto publicado en dos revistas de arquitectura.

Hicks nació en 1858 y asistió a la Universidad Cornell, donde obtuvo su título de arquitectura en 1880. Fue la primera mujer en recibir dicho título en Cornell, un año después de que Mary L. Page se convirtiera en la primera arquitecta de los Estados Unidos. Mientras aún se encontraba cursando sus estudios, uno de sus proyectos fue publicado en la revista American Architect and Building News (1878). Se publicó nuevamente en The Builder and Wood-Worker en 1883.
En 1880 Hicks se casó con el arquitecto Arthur Karl Volkmann, egresado igualmente de Cornell en 1877. Margaret falleció tres años después de su matrimonio en Cambridge, Massachusetts, a los 25 años de edad.